# Club Sport Loreto
Sport Loreto es un club de fútbol peruano con sede en la ciudad de Iquitos en el departamento de Loreto. Fue fundado en 1908 y juega en la Copa Perú. 

## Historia
El 30 de agosto de 1908, en circunstancias parecidas a las que originaron la fundación del Athletic Club José Pardo, se fundó el Club Sport Loreto.
Las actividades deportivas no obstante estar difundiéndose con rapidez estaban limitadas a los más destacados socios del Sport Loreto y el Athletic, quedando todavía muchos aficionados al margen y sin oportunidad de intervenir en las competencias. Esto despertó la emulación, los deseos de superación y el propósito de crear una nueva institución, en la que pudieran gobernarse solos y trazar su propio destino sin sentirse postergados, ya fuera deportiva o administrativamente.
Cuales fueran los motivos, la iniciativa tendría que ser con el tiempo provechosa para el deporte local, pues Loreto, pocos años después formaría el trío que habría de brindar a la afición, competencias emotivas llenas de colorido y acción.
Y mientras en el “Bembón” se disputaba entre el Athletic y el Sport Loreto el primer torneo por una copa de plata, en la casa de Manuel Montero, situada en la Plaza principal, junto a donde hoy está el Salón Parroquial de la Iglesia Matriz, se reunieron los fundadores del Club Sport Loreto.
Ellos fueron: César A. Mesía, Hibraín A.Vásquez, Leoncio Vásquez, Tobías Vásquez, Nicolás Zanetti, Jerónimo Pereira, Antonio Olórtegui, Oscar Paredes, Demetrio Silva Ross, José de la Cruz Cobos, Miguel Pacaya, Benjamín Cornejo, Julio Picón, Federico Arrarte Seguín, Luciano Alván y Manuel Montero.
Como se puede apreciar, seis de los fundadores, los seis primeros mencionados, pertenecían al Athletic, circunstancia que obtuvo las simpatía de los demás socios de este club, para brindar a la nueva institución, el más franco apoyo en el inicio de sus actividades.
Cabe destacar que los gestores de la fundación del Loreto fueron César A. Mesía e Hibraín A. Vásquez, secundados por los hermanos Leoncio y Tobías Vásquez.
La primera junta directiva elegida el mismo día de la fundación se constituyó solamente con el presidente, cuya elección recayó en César A. Mesía, el secretario Hibraín A. Vásquez y el tesorero. Los demás cargos se completaron en sesión posterior.
Las primeras actividades del Loreto se concentraron en la preparación y organización de los muchos jóvenes que casi de inmediato ingresaron como socios.
En cuanto al Sport Loreto y el Athletic, la llegada del vapor inglés Yavarí, en los primeros días de septiembre, calmó un tanto los deseos de una nueva revancha, pues merced al entusiasmo e iniciativa del gerente de Iquitos Trading Co. Ltda. Señor Arturo Cases, se concertó un partido entre la tripulación del citado barco y un combinado de los dos clubes locales.
Bueno es decir que el combinado se formó ante el temor de una desastrosa derrota, porque bien se sabía que la rubia Albión era la cuna del fútbol y sus hijos los mejores “cultores” de este deporte.
De este modo el 13 de septiembre, en Morona Cocha, a donde se trasladaron en el ferrocarril urbano- que en los días corrientes era de carga y conducía leñas a la ciudad desde la ribera del lago, en los días festivos convertía sus vagones para trasladar pasajeros-, se realizó el primer partido internacional de fútbol en la Amazonia peruana.
El combinado se formó de la siguiente manera:
Guardavalla- Rogelio Carrera Arévalo- Athletic
Defensas- Álex Besso- Sport Loreto
Doroteo Arévalo- Athletic
Medios- Julio A. Urrunaga- Athletic
Víctor Besso- Sport Loreto
Alejandro Arias- Sport Loreto
Delanteros- Francisco Teixeira- Sport Club
Emilio Vizcarra- Sport Loreto
David Villa- Athletic
Samuel Laredo- Athletic
David Abecasis- Athletic
El equipo inglés en el mismo orden de formación era el siguiente:
William Folliot
Francis Eutivisle
Edward Rogers
Robert Hope
Ben Martin
Davy Wilson
Robert Slipton
WillHorace Tromining
Henry Harrison
Arturo Cases
William Bermeth
Perdió el equipo inglés por 3 a 1, pero, necesario es puntualizar, que no eran sus componentes mejores futbolistas que los nuestros, mas como buenos ingleses no perdían oportunidad para hacer deporte.
El 8 de septiembre se llevó a cabo un concurso de tiro entre el Athletic y el Sport Club, que fue ganado por este.
El equipo del Athletic estaba formado por Celso Sotomarino, Santiago Flores Pinedo, David Villa, Manuel Castro, César Teixeira, Salomón Batagliatti, Leonidas Avendaño, David Meza y Nicolás Zanetti.
El del Sport Loreto, por Juan Pablo Quiñe (a la sazón su presidente), César Espinar, Emilio Wesche, Adolfo del Campo, Arturo Zanetti, J. Bouillón, Juan Vergara, Alfredo Cortez y Julio Daniell.
Aleccionados por esta derrota los del Athletic intensificaron sus prácticas de tiro, aprovechando de la invitación del capitán Carlos Sordestron.
El 8 de diciembre, en celebración de la fiesta de Punchana, en este caserío jugaron un nuevo partido de fútbol, resultando un empate a 3 goles.
Además de los deportes ya mencionados se empezó a practicar el box. Con este motivo el señor Cristian Alzamora obsequió al Athletic un “punching ball”, y Ricardo Montenegro, que tantos líos tuvo en el desempeño de su puesto de cobrador, por retener el producto de las cobranzas y hasta destituido de su cargo, hizo obsequio de un juego de guantes de box.
El segundo aniversario de la institución fue celebrado con regular pompa. Se hicieron imprimir tarjetas de invitación a la ceremonia, y una comisión compuesta por Gedeon Medina, Alfonso Bartra, Carlos Zubiate, Antonio Cruz Pérez, Daniel Ruiz y Doroteo Arévalo, se encargó de la ornamentación del local y demás detalles. La colecta que se hizo para celebrarla fue copiosa y la fiesta muy animada, a la que fueron invitados los socios de todos las instituciones locales.
En esta ceremonia se colocó en el local del club la primera fotografía del Dr. José Pardo Barreda, obsequiada por los señores Nicanor Saavedra que era alcalde de la ciudad, y Clemente Alcalá.
Al finalizar el mes de septiembre se trasladó la sede social de la casa del presidente Meza a un local de la calle Fitzcarrald, que hasta la década del sesenta tenía el número 225, de propiedad del señor Tomás Ramírez. La mudanza se hizo como ya era costumbre, por la noche, con la cooperación de todos los socios, y según gráfica expresión de la época “cargando como curuhuinses” sus pocos muebles y material deportivo.
Al terminar el periodo institucional se había realizado 25 sesiones de junta general y en libro de matrícula estaban inscritos 93 socios.
Entre 1954 y 1958 fue pentacampeón de la Liga de Iquitos.
En 2019 logró el título distrital y participó en la Etapa Provincial de Maynas donde igualó en el segundo lugar del hexagonal final con Kola San Martín de Punchana. En el desempate por el cupo a la Etapa Departamental perdió 2-1 y quedó eliminado.
En 2022 no participó del torneo distrital por lo que descendió a Segunda distrital.

## Uniforme
- Uniforme titular: Camiseta blanca con bastones rojos, pantalón azul, medias blancas.
- Uniforme alternativo: Camiseta blanca, pantalón blanco, medias blancas.

## Rivalidades
El club ha tenido como rival principal al A.C. José Pardo, equipo con quien disputa el Clásico Iquiteño.

## Sede
El club cuenta con su local propio ubicado en la calle Calvo de Araujo N.º 522 en la ciudad de Iquitos.

## Entrenadores
- Mario Gonzales (1966)
- Eloy Campos (1985)

## Palmarés

### Torneos regionales
| Competición regional                        | Títulos                                   | Subcampeonatos |
| ------------------------------------------- | ----------------------------------------- | -------------- |
| Copa Departamento Loreto (1/0)              | 1930.                                     |                |
| Liga Distrital de Iquitos (7/0)             | 1954, 1955, 1956, 1957, 1958, 1965, 2019. |                |
| Segunda División Distrital de Iquitos (1/0) | 1960.                                     |                |